# Marģers Skujenieks
Marģers Skujenieks (Riga, 22 giugno 1886 – Mosca, 12 luglio 1941) è stato un politico lettone.
È stato Primo ministro della Lettonia per due periodi: dal dicembre 1926 al gennaio 1928 e dal dicembre 1931 al marzo 1933.